# MacOS Ventura
macOS Ventura (version 13) là phiên bản chinh thức thứ 19 của macOS. Là phiên bản kế nhiệm của macOS Monterey, hệ điều hành này được công bố tại WWDC 2022 vào ngày 6 tháng 6 năm 2022 và được phát hành vào ngày 24 tháng 10 năm 2022. macOS Sonoma là phiên bản tiếp theo của macOS Ventura, được phát hành vào ngày 26 tháng 9 năm 2023.
Tên gọi của phiên bản được lấy cảm hứng từ Ventura County và là phiên bản thứ 10 được đặt tên theo một địa danh ở California. Logo macOS 13 Ventura, đồ họa chính thức và hình nền mặc định được lấy cảm hứng từ cây anh túc California.
macOS Ventura là phiên bản cuối cùng của macOS hỗ trợ MacBook 12 inch, vì phiên bản macOS Sonoma, sẽ không còn hỗ trợ các mẫu MacBook 12 inch 2017 và tất cả các mẫu MacBook 12 inch khác.

## Tính năng mới
macOS Ventura bao gồm nhiều thay đổi, phần lớn liên quan đến năng suất, và bổ sung hai ứng dụng từ iOS và iPadOS: Thời tiết và Đồng hồ. Freeform đã được thêm vào trong một bản cập nhật cho cả ba hệ điều hành.

### Tính năng hệ thống mới
Stage Manager, cung cấp một giao diện đa nhiệm thay thế, bên cạnh Mission Control trước đây.

### Ứng dụng mới
Thời tiết: hiển thị dự báo thời tiết chi tiết.Việc nhấp vào tiện ích Thời tiết giờ sẽ mở ứng dụng này, thay vì trang web của The Weather Channel.
Đồng hồ: hiển thị giờ thế giới và quản lý báo thức, đồng hồ bấm giờ và hẹn giờ. Việc nhấp vào tiện ích Đồng hồ giờ sẽ mở ứng dụng này, thay vì phần Ngày & Giờ của Tùy chọn Hệ thống.
- Freeform, một ứng dụng bảng trắng hỗ trợ cộng tác thời gian thực (được thêm vào trong phiên bản 13.1).[10]

### Thay đổi
Mail bổ sung các tùy chọn "gửi sau" và "hoàn tác gửi" và bao gồm các cải tiến về tìm kiếm, sắp xếp email và định dạng.
Spotlight cho kết quả tìm kiếm phong phú hơn; với Live Text, nó có thể trả về hình ảnh chứa văn bản được truy vấn.
Safari bổ sung Shared Tab Groups và Passkeys, sử dụng WebAuthn để quản lý tài khoản không cần mật khẩu, có thanh bên được thiết kế lại, và hỗ trợ AVIF.
Tin nhắn giờ cho phép người dùng chỉnh sửa và thu hồi các iMessage gần đây, tương tự như iOS 16 và iPadOS 16.
FaceTime có Handoff, khả năng chuyển cuộc gọi giữa nhiều thiết bị Apple.
Continuity Camera, một tính năng cho phép iPhone của người dùng hoạt động không dây như một camera trước, với hỗ trợ Desk View trên một số iPhone.
Tùy chọn Hệ thống được đổi tên thành Cài đặt Hệ thống và có giao diện tab hoàn toàn mới và các ngăn được sắp xếp lại dựa trên ứng dụng Cài đặt của iOS/iPadOS. Do đó, mục menu "Tùy chọn..." dành riêng cho ứng dụng đã được đổi tên thành "Cài đặt..." cho tất cả các ứng dụng.
Ứng dụng Ảnh: iCloud Shared Photo Library cho phép nhiều thành viên trong Family Sharing của iCloud thêm, chỉnh sửa và xóa ảnh trong cùng một thư viện ảnh.
Bảng điều khiển Game Center được thiết kế lại.
Font Book có thiết kế trực quan mới.
Bản đồ bổ sung hỗ trợ cho các tuyến đường có nhiều điểm dừng.
Siri được thiết kế lại để phù hợp với giao diện của nó kể từ iOS 14 và iPadOS 14.
Apple Music bổ sung khả năng cho người dùng đánh dấu nghệ sĩ là "yêu thích" và nhận thông báo nhạc mới từ những nghệ sĩ đó.
Hộp thoại in đã được thiết kế lại. Nhiều người dùng báo cáo rằng Cài đặt sẵn khi in không còn lưu tất cả các tính năng in thiết yếu (loại giấy, in hai mặt, chế độ màu, chất lượng in, v.v.) mà yêu cầu phải chọn thủ công các cài đặt cho mỗi lần in.
Khả năng phát âm thanh nền xung quanh như một tính năng trợ năng trong Cài đặt Hệ thống.
Hình nền và trình bảo vệ màn hình mới.
Một lỗi đã được sửa trong Disk Utility liên quan đến việc xác minh các ổ đĩa sao lưu Time Machine.
Cải thiện hỗ trợ bộ điều khiển trò chơi.
Framework Virtualization của Apple: hỗ trợ tốt hơn cho các cử chỉ đa chạm trong máy ảo macOS Ventura, hỗ trợ tăng tốc đồ họa, chia sẻ thư mục và Rosetta 2 trong máy ảo Linux.
Metal 3, với hỗ trợ nâng cấp hình ảnh không gian và thời gian.
Live Text giờ hoạt động trong video.
Tab Giới thiệu về máy Mac này đã được cập nhật. Giờ đây, nó hiển thị hình ảnh của thiết bị bạn đang sử dụng và hiển thị ít thông tin hơn, nó cũng cung cấp cho bạn tùy chọn để chuyển đến System Settings để xem thêm thông tin về máy Mac của bạn.

## iCloud và các cải tiến bảo mật trong macOS
iCloud trong các phiên bản macOS gần đây đã được nâng cấp với tính năng Advanced Data Protection (Bảo vệ Dữ liệu Nâng cao), cho phép mã hóa đầu cuối tùy chọn đối với gần như toàn bộ dữ liệu lưu trữ trên iCloud, ngoại trừ email, lịch và danh bạ. Ngoài ra, Apple cũng hỗ trợ người dùng sử dụng khóa bảo mật vật lý để tăng cường độ an toàn cho tài khoản Apple ID.

### Bảo mật
macOS giới thiệu nhiều tính năng bảo mật mới nhằm bảo vệ hệ thống và dữ liệu người dùng:
Rapid Security Response: Cơ chế cập nhật bảo mật mới cho phép vá nhanh các lỗ hổng mà không cần cài đặt toàn bộ bản cập nhật hệ thống. Theo Apple, các bản vá này không yêu cầu khởi động lại máy.
Mục Đăng nhập: Một phần mới trong Cài đặt Hệ thống (mục "Chung") liệt kê tất cả các tiến trình khởi động cùng hệ thống, bao gồm cả LaunchAgents và LaunchDaemons từ cả người dùng và hệ thống. Điều này cải thiện khả năng phát hiện phần mềm độc hại vốn không hiển thị trong phần "Người dùng & Nhóm" trước đây.
Bảo vệ phụ kiện USB-C: macOS yêu cầu xác nhận trước khi cho phép các phụ kiện USB-C truy cập dữ liệu, nhằm ngăn ngừa việc cài đặt phần mềm độc hại từ các bộ sạc không đáng tin cậy.
Gatekeeper: Tăng cường kiểm tra các ứng dụng của bên thứ ba bằng cách xác minh việc công chứng mỗi lần khởi chạy ứng dụng.
Lockdown Mode: Chế độ đặc biệt tăng cường bảo mật, chặn kết nối thiết bị USB khi máy ở chế độ ngủ, ngăn chặn cài đặt cấu hình MDM, hạn chế xử lý tệp đính kèm độc hại trong ứng dụng Tin nhắn, và tắt tính năng biên dịch JavaScript just-in-time trong Safari.
Bảo vệ Signed System Volume: Các ứng dụng hệ thống tích hợp không thể bị di chuyển khỏi phân vùng hệ thống đã được mã hóa và xác minh, nhằm ngăn nguy cơ giả mạo.

### Tính năng bị loại bỏ
- Ứng dụng Xem trước trên máy Mac không còn hỗ trợ các tệp PostScript (.ps) và Encapsulated PostScript (.eps). Việc in các tệp như vậy, trên máy in hỗ trợ PostScript gốc, vẫn có thể thực hiện bằng cách truy cập Hàng đợi In từ Cài đặt Hệ thống và kéo tệp vào cửa sổ hàng đợi.[12][13][14] *Network Utility đã bị loại bỏ.

- Tính năng Vị trí Mạng đã bị loại bỏ khỏi giao diện người dùng đồ họa. Nó vẫn có thể được truy cập từ dòng lệnh.[4]

- Các tệp trợ giúp liên quan đến modem quay số đã bị loại bỏ.

- Lên lịch Tắt máy, Khởi động lại và Khởi động đã bị loại bỏ khỏi giao diện người dùng đồ họa. Chúng vẫn có thể được truy cập từ dòng lệnh.